# Jan Luyken
Jan Luyken, ou Johannes Luiken (Amsterdam, 16 de abril de 1649 † Amsterdam, 05 de abril de 1712) foi um poeta, pintor e gravurista holandês.

## Biografia
Jan era filho de Caspar Luyten, um professor, e de Hester Coores. Ele seguia as lições de pintura de Martinus Saeghmolen, e tinha um grande interesse pela beleza feminina; reuniu muitas de suas obras e ilustrações na Duyts Lier, uma coleção de poesias publicada em 1671.
Aos 26 anos de idade, Jan Luyken teve uma experiência religiosa que o inspirou a escrever poesias moralistas. Ele ilustrou a edição 1685 de Martyrs Mirror, com 104 gravuras de cobre. Trinta destas placas ainda existem e são parte da exibição de The Mirror of the Martyrs (O Espelho dos Mártires).
Ele também publicou Het Menselyk Bedryf ou o O Livro dos Ofícios, em 1694, que contém numerosas gravuras, por Luiken e seu filho Caspar (Caspaares), feito no século 17.

## Obras
Seus trabalhos mais importantes são:
- Duyts Lier, coleção de poesia de 1671;
- Jesus de en Ziel, livro de gravuras de 1678;
- Oorsprongk, begin, en vervolgh der Nederlandsche oorlogen, livro de história de 1680;
- Voncken Der Liefde Jesu, coleção de poesias moralistas de 1687;
- Spiegel van het Menselyk Bedryf, coleção de gravuras que representam artes e ofícios, 1694;
- De Bijekorf des Gemoeds, coleção de poesias moralistas, de 1711.

Sua obra mais famosa é "Spiegel van het Menselyk Bedryf", também chamado, na versão mais simples, de “Afbeelding Menschelyke Bezigheden”. Essas coleções contêm gravuras que mostram várias lojas e prédios. Jan Luyken na realização deste livro, teve a ajuda de seu filho, Caspar.